# Arrabal (Leiría)
Arrabal es una freguesia portuguesa del municipio de Leiría, con 20,07 km² de superficie y 2719 habitantes (2001). Su densidad de población es de 135,5 hab/km².